# هایکانت
هایکانت (به هلندی: Heikant) یک منطقهٔ مسکونی در هلند است که در هولست واقع شده‌است. هایکانت  ۱٬۱۳۸ نفر جمعیت دارد.